# Podkraj pri Mežici
Podkraj pri Mežici este o localitate din comuna Mežica, Slovenia, cu o populație de 130 de locuitori.